# Хуртин, Иван Андреевич
Иван Андреевич Хуртин (1924, Коноплянка, Симбирская губерния — 14 октября 1943, Киевская область) — сержант Рабоче-крестьянской Красной Армии, участник Великой Отечественной войны, Герой Советского Союза (1943).

## Биография
Иван Хуртин родился в 1924 году в селе Коноплянка (ныне — в Инзенском районе Ульяновской области). Был старшим ребёнком в многодетной крестьянской семье (у Ивана был брат и шесть сестёр). В 1930-х годах семья Хуртиных переселилась в соседний посёлок Красное Букаево. С началом войны Иван пошёл работать в колхоз молотобойцем. 
В августе 1942 года призван на службу в Рабоче-крестьянскую Красную Армию. С февраля 1943 года — на фронтах Великой Отечественной войны.
К сентябрю 1943 года сержант Иван Хуртин командовал пулемётным отделением 385-го стрелкового полка 112-й стрелковой дивизии 60-й армии Центрального фронта. Отличился во время битвы за Днепр. 26 сентября 1943 года отделение Хуртина одним из первых переправилось через Днепр в районе села Ясногородка Вышгородского района Киевской области Украинской ССР и принял активное участие в боях за захват и удержание плацдарма на его западном берегу, продержавшись до переправы основных сил. В боях был ранен в живот и 14 октября 1943 года скончался в 198-м медико-санитарном батальоне в селе Чернин Высшедубечанского района Киевской области. Первоначально был похоронен в братской могиле у села Чернин. В 1960-е годы, в связи с заполнением Киевского водохранилища, перезахоронен в селе Толокунь Вышгородского района Киевской области.
Указом Президиума Верховного Совета СССР от 17 октября 1943 года сержант Иван Хуртин удостоен высокого звания Героя Советского Союза.

## Награды
- Медаль «За отвагу» (20.9.1943)[3]
- Герой Советского Союза (медаль «Золотая Звезда» и орден Ленина, 17.10.1943).

## Память
- В честь И. А. Хуртина названа улица в Инзе.

- В 1965 году имя Героя Советского Союза Хуртина Ивана Андреевича присвоено Чамзинской средней общеобразовательной трудовой политехнической школе с производственным обучением, расположенной в с. Коноплянка[К 1].

- В 1970 году в селе Чамзинка Инзенского района установлен обелиск И. А. Хуртину[1][4].

## Комментарии
1. ↑  Постановление Совета Министров РСФСР от 19 июня 1965 г. № 769 «О присвоении имён Героев Советского Союза школам Российской Федерации». Присвоение школе имени И. А. Хуртина восстановлено 21 января 2015 года приказом Управления образования МО «Инзенский район»[1].